# 市中心通勤鐵路聯絡線

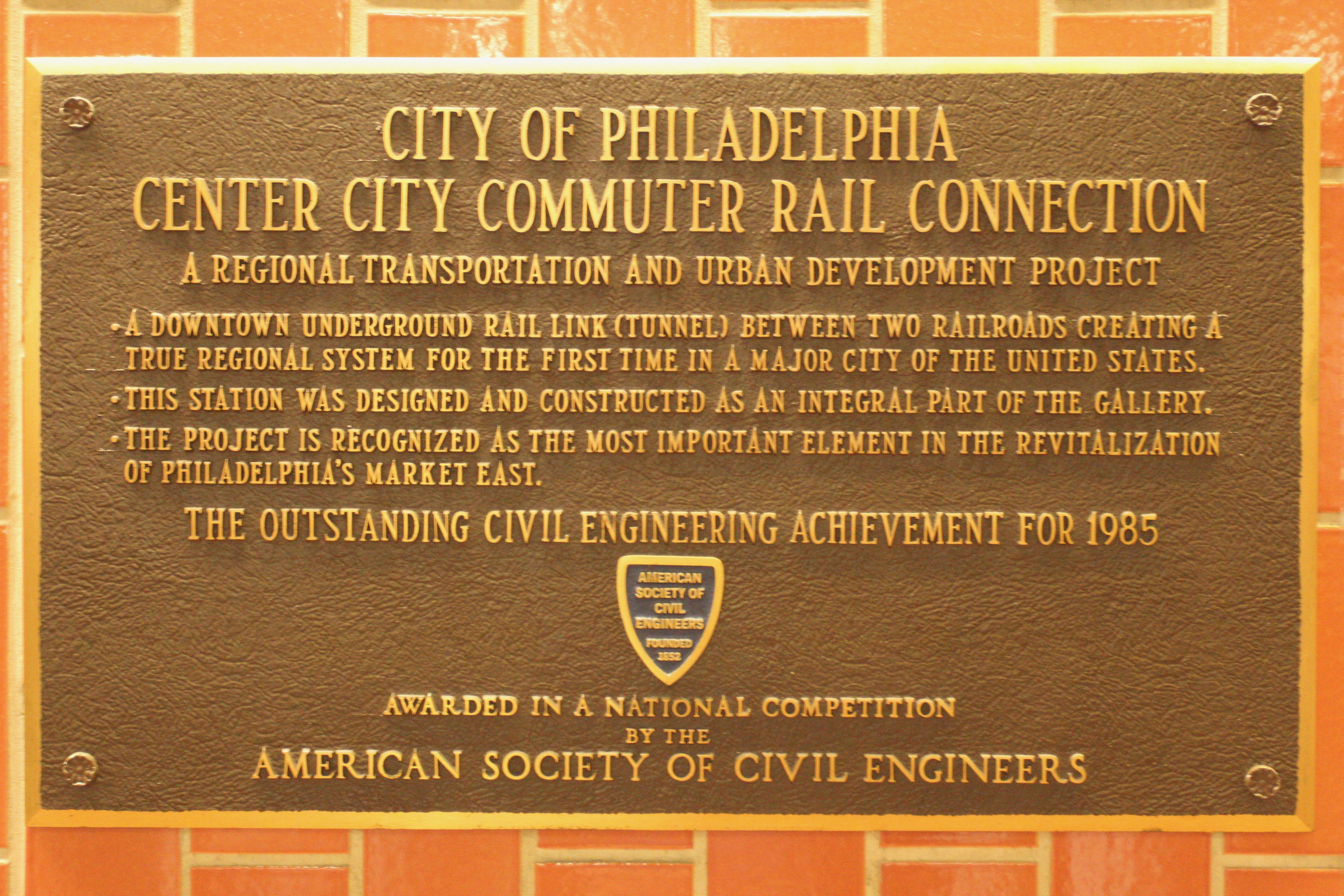
傑佛遜站中的美國土木工程師學會牌匾

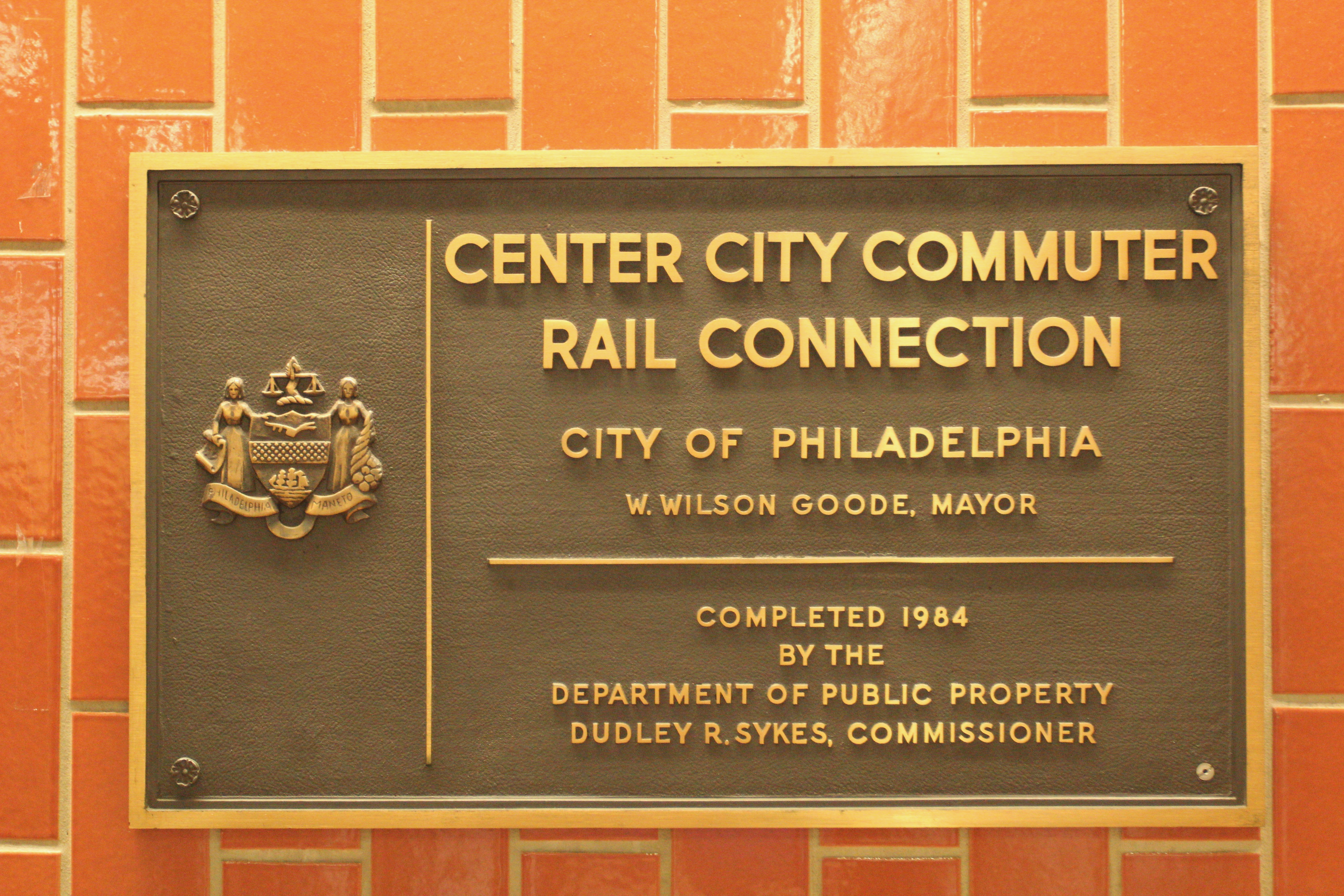
傑佛遜站中的費城市政府牌匾

市中心通勤鐵路聯絡線（Center City Commuter Connection，簡稱CCCC），常被稱為「通勤隧道」，是一條位於美國賓夕法尼亞州費城市中心的鐵路隧道，該隧道連接了原本分屬賓夕法尼亞鐵路與雷丁鐵路公司的通勤鐵路系統。由於過去兩家鐵路公司互為競爭對手，導致雙方各自在費城市中心設立獨立的終點站，而這條隧道則旨在打通兩者之間的缺口，並在完工後成為美國首座將兩個獨立鐵路系統連接起來的隧道。
該聯絡線隧道舖有四線標準軌鐵路，沿線設置市郊站與傑佛遜站兩座地下車站，並在東側出口接上30街車站的高架層月台，以服務市區東西向的通勤鐵路線。目前除了肯维德線外的所有SEPTA通勤鐵路路線都會通過該隧道。根據2014年的統計，該隧道每小時約有22列列車通過。
市中心通勤鐵路聯絡線由費城市政府擁有，並於1985年被美國土木工程師學會評為傑出土木工程成就。相應的牌匾目前可以在傑佛遜站中的夾層南牆上找到。

## 背景
費城市中心因為鐵路公司競爭的關係，擁有兩個互不銜接的鐵路總站：市郊站（Suburban Station）位於16街與JFK大道路口，曾是賓夕法尼亞鐵路（PRR） 通勤鐵路線的地下終點站。雷丁總站（Reading Terminal）則位於12街與市場街路口，由雷丁鐵路公司（RDG）所擁有，通勤列車由高架鐵路駛入該站。
當時費城已經有一條用以連接30街車站和市郊站，長約0.8英里（1.3）的地下鐵道，新的隧道工程則是將市郊站中8條軌道中的其中4條向東延伸1.7英里（2.7）。新隧道計畫由費城都市計畫委員會的一名初級土地規劃師R.達蒙·查爾茲提出，根據規劃，隧道首先將從費城市政廳北側穿過並越過地鐵寬街線，然後沿著費爾伯特街（Filbert Street）地下鋪設。隧道在通過11街之後向北轉，通過地鐵寬街線-山嶺支線底下，並沿9街向北延伸，最後於春園街（Spring Garden Steet）附近開始爬升並接入雷丁鐵路的高架路堤。原有的雷丁總站則由一座新的地下車站取代，列入東市場再開發計畫的一部分，並將站名暫定為11街車站（11th Street Station）。由於隧道需要挖掘通過量體龐大的費城市政廳底下，因此該計畫在一開始就被認為極為不切實際，但該計畫仍然被都市規劃師埃德蒙·N·培根納入1960年費城綜合發展計畫並最終付諸實現。

## 施工及通車
市中心通勤鐵路聯絡線於1978年6月22日正式動工，歷時6年完工，總建設費用達3.3億美元（相當於2024年的15.9億美元）。資金主要由美國聯邦政府、賓州州政府及費城市政府分擔，其中美國聯邦運輸局（當時稱為「城市大眾運輸管理局」） 出資80%，賓州州政府提供16.66%，而費城市政府則負擔3.33%。
1984年4月28日，市郊站與新建的市場東站（即計畫中的11街車站，現名傑佛遜站） 之間的免費接駁車先行營運，以便在鐵路隧道正式開通前連接兩站。同年9月3日，原屬賓夕法尼亞鐵路公司系統的列車開始通過隧道並駛入市場東站，該新建車站配有兩座月台，長度達850英尺（260），寬35英尺（11）。
1984年11月6日，最後一班列車從雷丁總站出發，隨後該站正式停用。隨著最後的軌道連接工程在幾天後完工，原屬雷丁鐵路公司系統的列車於11月10日開始使用新隧道。1984年11月12日，市中心通勤鐵路聯絡線正式啟用。
連接雷丁總站的舊高架鐵道（9街支線）也在新隧道啟用後旋即停用，其路段至今大部分仍存並轉型為綠化公園，稱為雷丁高架公園，其中第一期改造於2018年完成並開放大眾使用。
在市中心通勤鐵路聯絡線工程期間，專案經理伯納德·戈登泰爾（Bernard Goldentyer）負責統籌費城市政府與超過12份合約的協調工作，總額超過 2.5億美元。計畫其間的幾個關鍵工程包括：確保已被登錄為歷史建築的雷丁總站在施工期間能夠獲得足夠的支撐與加固，防止結構受損；以及確保費城市中心的各類基礎設施（電話線路等）能在工程進行期間維持正常運作，以減少對市區居民和商業活動的影響。此外，由於費城華埠在工程期間受到施工嚴重影響，費城市政府在華埠友誼拱門興建時亦提供不少協助作為回報。 